# 大不倫伝
『大不倫伝』（だいふりんでん）は、松本零士による漫画作品。『平凡パンチ』（マガジンハウス）誌上で1972年5月15日号から7月17日号まで連載された。1話完結で全10話からなる連作。

## 概要
慰謝料を払わずに離婚したい男から依頼を請け負い、自らが依頼人の妻と性交することで不貞行為の証拠を作る、不倫代行業の男・好川ウタマロが主人公。浮世絵師の喜多川歌麿に血迷った親から名前を付けられたと本人が話すだけあって、歌麿の艶本を始めとする数々の春画で誇張気味に描かれる通りの巨大な一物を持つ。
ウタマロは不倫代行業だけでなく、ワケありな父親からの依頼で可憐な女学生や未亡人に、男の味を教える仕事も請けている。どのエピソードも男女間のセックス、またはセックスにまつわる悩みを題材に扱っており、大人向け雑誌の連載にあわせて性描写の場面が毎回あるのが特徴。

## あらすじ
とあるアパートの夜更け。女性とは縁がなさそうな丸眼鏡でチビな好川ウタマロの部屋から、艶めかしい女の喘ぎ声が漏れてくる。気が気でないアパート住人のおっさんが天井裏から部屋を覗き見ると、そこには大きく両脚を拡げて背後から男根で突かれているセックス中の美女と、彼女と性器が繋がったままレリーズを押して盗撮するウタマロがいた。美女の股間に出入りする桁違いの太さと大きさの巨根を見たおっさんは、日本人の中ではLサイズと思っている自分の男根との格差を実感して落ち込む。
美女が身支度を整えてアパートを出たあと、覗き見られていたことを察知していたウタマロは、見物料金としておっさんに千円を要求。代わりに先ほどインスタントカメラで隠し撮りした写真をおっさんに見せてやる。そこには途方もないサイズの陰茎を挿入されている最中の、裸の美女の全身と顔がはっきりと写っていた。
ウタマロは性交中の女性の痴態や声を記録して、不倫現場の証拠を作る商売をしていたのだ。新たな依頼が来るたびに、幼い妹のほたるを連れてアパートから長屋、旅館を転々と渡り歩く好川ウタマロ。時に男の悲哀や女の悲しみを噛みしめながら、次に向かうのは西か東か……。

## 登場人物

### メインキャラクター
好川ウタマロ（よしかわ ウタマロ）
主人公。松本零士作品に多く登場する丸い眼鏡をかけたガニマタチビ男で、容姿は 大山トチロー に酷似する。幼い妹を可愛がっており、仕事の相手には敬語で話すなど、人当たりは良い。既婚女性を抱いては現場写真を隠し撮りしたり、膣への挿入を懇願する卑猥な肉声や、性交中の喘ぎ声を録音する方法で女性側に不利益な証拠を作り、離婚を成立させる別れさせ屋を商売にしている。不倫の物的証拠を作る仕事を主流にしているが、女性の親族からの依頼で、ターゲットに女の悦びを教えるためだけのセックスも行なっている。仕事の報酬は一律20万円。現金はむきだしのまま鞄に入れて持ち歩いている 。仕事の依頼は封書で受け取っているが、仕事のたびに転居して住所が定まらないため、どのように依頼人たちから認識されているかは不明。冴えない外見から面食いの女には相手にされず、「この顔とメガネのせいで（女に恨みがある）」と話すように割と自分の容姿を気にしており、外見的コンプレックスとモテない男のルサンチマン故に、女性相手の鬼畜仕事をしている心情が垣間見える。
ウタマロと女の情事を覗き見た中年親父が「コーラ（の瓶）がワイで、一升ビンが好川の野郎の…」と比喩したように、その陰茎は春画で描かれる男根並に巨大かつ極太サイズ。ウタマロの性的な誘いを軽く受け流す者ですら、勃起した男性器のサイズを見ると誘惑に打ち勝てなくなり、性交を行なった女性は必ずや快感に屈して陥落してしまう。浴室で自分の男性器をオロチに例えていることから、弛緩した平常時の陰茎ですら大蛇のように太くて長いらしく、完全な勃起時は口に咥えた女性の顎が外れたり、挿入を受け入れただけで女性が絶叫するほど凄まじい全長と直径と化す。
ウタマロという奇妙な名前は、その性器の大きさにちなんで数々の春画を遺した喜多川歌麿から親が命名したものだが、歌麿の春画では巨根を”八寸胴返（はっすんどうがえし）”と表現しており、八寸とは現在の単位で24～30cmである（自ら大蛇に例えている男根が実際に30cm級かはさておいても、春画の描写に比類する大きな亀頭と陰茎らしきことは作中からうかがえる）。
性交に至る場は偶然のなりゆきを装ったり、女性から求められての合意に仕向けるケースが殆どのため、作中で避妊具を用意している様子はない。未亡人の娘を抱くよう頼みに来た父親から、「あんたの子供はいらん。くれぐれも注意してくれ」と中出ししないよう釘を刺されており、多くのエピソードで手ぶらで下着姿のままセックスに移行している描写から、女性器には常に生身で挿入し、射精時もそのまま膣内へ精液を出していることが察せられる。
セーラー服を着た10代の少女と性的関係を持つエピソードが2件あり、うち1件は"強姦にならないと保証するから盛大にやってくれ"と言質を得た実父の目前で、性経験の未熟な女学生に巨根を挿入したように、保護者容認ならば躊躇せず未成年者の性器内に射精する。性的欲求不満の人妻から無理やり求められるコミカルな描写とはいえ、休憩を挟まず4回連続でセックスを遂行しており、精力と持続力もそれなりの達人級。
好川螢子（よしかわ けいこ）
ウタマロの妹。親が虫好きということから付けられた名前で、ウタマロからは「ほたる」と呼ばれている。兄との会話からして幼稚園に通っているらしい。ウタマロの仕事の内容は知らないが、引っ越しを繰り返すことを受け入れており、「気にしてくれなくていいよ。なれてるから」と、幼い子なりに兄を気遣う健気で優しい面がある。各話のゲストキャラから「妹さん、かわいいわね」と言われるぐらいには兄に似ておらず、「他人から見りゃ親子だか兄弟だか分かりゃしない」とウタマロが言うほど歳が離れている。
チャーハンが好物なので、ウタマロが依頼人の町に長く滞在するかは、地元にチャーハンが美味い店がある否かを基準にしている。兄の引っ越しの度に積み木セット、着せ替え人形などを箱に入れて持ち歩いており、『モモちゃんとプー』というタイトルの絵本を大切にしている。髪は背中まで長く伸ばしているが、連載終了から13年後に松本零士が単行本（朝日ソノラマ刊）の表紙を描き下ろした時には、テレビアニメ『 宇宙海賊キャプテンハーロック 』に登場する大山トチローの愛娘・まゆに似た短髪の容姿に描かれている。

### ヒロイン
本作は不倫代行業の男が主人公である点から、毎回の物語に女性が絡む。主にウタマロのターゲットとして現れるが、稀に依頼主として登場するエピソードもある。
セミロングヘアの人妻
夫が依頼したという仕事の内容が気になり、ウタマロのアパートを訪問するが、場の雰囲気に流されるままにセックスに及んでしまう。性交中は上品そうな容姿とのギャップを感じさせるほど、近隣に聞こえるような性欲丸出しの下品で淫らな声をあげた。依頼人である夫からヒステリー女と呼ばれているが、旦那が性的に満足させないから欲求不満になっただけで悪い人じゃないとウタマロが語っている。「妹さんにお小遣いあげましょうか？」と帰り際に言っており、彼女や夫の服装などから見て、裕福そうな身の上。
深雪（みゆき）
旧家の慣わしで、夜中でもセーラー服を着ている心優しい少女。彼女と関係を持つ恋人が短小包茎。同じく短小包茎の深雪の父親は妻が不幸だったと考えており、娘だけには本物の男を教えて欲しいとウタマロに依頼した。スカートと下着を強引に脱がされた時はウタマロを罵る余裕があったが、口内に巨根を入れられた衝撃で抵抗力を失い、そのままセックスへ持ち込まれてしまう。ウタマロが射精を終えた直後は放心状態にあったが、包茎の小さな男性器しか知らない自分にウタマロの巨根を挿入させた父の心情を理解した上で、それでも彼氏の心が好きだと告げた。
佐渡酒造（さど さけぞう）の妻
夫の佐渡共々おでんの屋台を引いていた、腕っぷしが強くて荒っぽい中年女。下腹が出て、たるんだ中年体型をしている。妻が浮気を始めたので無料離婚したいという夫の依頼だったが、当初ウタマロはこの女性とレズビアン関係にある若い愛人の方を依頼者の妻だと勘違いしていた。事実に気付いたウタマロは逃げ出そうとするが、佐渡の妻に捕まって愛人の女を含めた3Pに参加させられる。
佐渡の妻の愛人
ほぼ裸の上に薄いネグリジェを着た、ショートヘアの若い美女。離婚の証拠づくりをしている話をウタマロから聞き、「今からだって遅くないから証拠を作りましょう」と積極的に行為に及ぶ、明るくさっぱりした性格。ウタマロと性交中の部屋に佐渡の妻が入ってきて3Pになる。彼女にフェラチオを施され、佐渡の妻の局部を口に押し付けられたウタマロは天国と地獄だとボヤいた。
亜矢（あや）
暴力団を束ねる親分の若い正妻。敵対組織の絶倫男と不倫状態にあったため、親分が慰謝料なしに別れようとウタマロを差し向けた。最初はウタマロに舐めた態度で接していたが、浴室のマジックミラー越しに見た、まだ勃起してない性器の大きさに惹かれて関係を持つ。口内射精で精液を飲んだばかりの口で相手の男とキスを交わし、まだ萎えない男根をすぐ挿入するほどの性豪。ウタマロとのセックスで絶頂感のあまり痙攣しながら、「親分に別れてあげますって言って」と言付けをするが、事態は最悪の方へ…。
長屋の女
古びた長屋住まいで、趣味の小説を書いている。頭にタオルを巻き、下着姿同然のまま長屋の外で歯磨きをするなど、気さくで開放的な性格。小説狂の女房を追い出したい夫の依頼を請けたウタマロに迫られて関係を持つ。打ち合わせ済みの依頼人が行為中の現場に踏み込んで殴り合いになり、ボロボロの姿で長屋を出て行く時に、ウタマロに弱々しい笑顔で礼を言った。
浅茅由紀（あさじ ゆき）
慰謝料を払わないと、ぐうたらな夫と離婚してもらえないと愚痴を漏らす、アパート住まいの水商売の女。由紀の夫・辻森からの依頼で接触したウタマロだが、駄目な男を見下す面食いの上に警戒心も強く、全く歯が立たずに仕事は不成功に終わる。ウタマロがアパートを去る時、夫ではない別の男とセックスをしている声が部屋から漏れていた。
辻森の彼女
仕事の依頼人の情婦。ボルドというバーに勤務する、セミロングヘアで小顔の美人。喫煙者。ウタマロの仕事ぶりをテストする目的で、自分から誘惑して肉体関係を持つが、彼の性技の前に撃沈してしまう。口に入りきらない巨根を咥えたことで顎が外れ、接骨医の世話になった。仕事が失敗に終わったウタマロが辻森に仕事料を返金する時、自分のテスト料も要求していた。
田舎町の主婦
ふくよかな体型でおっとりとした、人の良さそうな主婦。三十代後半の夫は既に精力が減退しているが、結婚する前に「1日7回」と言っていた夫に、今もなお夜の夫婦生活を激しく求めている。性に対して非常に貪欲で、逃げようとするウタマロを引き留めては何度もセックスに及ぶほど満たされない日を送っている。
由利（ゆり）
夫を三年前に亡くして以来、精神的不感症で性への関心がなくなった美しい未亡人。セックスに消極的なままでは家系の血が途絶えると心配した父親が、娘と三日三晩にわたって性交し、発情させて再婚する気を起こさせるようにと依頼してきた。下半身を見せつけて迫るウタマロを最初は拒むが、下着を脱がされると拒みきれずに彼の男根を口にしてしまう。由緒ある家柄を理由に百合の父が、妊娠の可能性がないようにと膣内射精を禁じたため、珍しくウタマロが避妊に注意しながらセックスを行なったヒロインである、
牧場の未亡人
自分の息子に言い寄っている面倒な女を別れさせて欲しいと、ウタマロを牧場へ呼び寄せた女性の依頼人。腕まくりの開襟シャツ、デニムのベストにジーンズという、カウガールのような服を着たボーイッシュな中年美女。喫煙者。ウタマロの身体が契約書通りか確かめるべく、夜更けに彼の泊る部屋を訪れて献身的なフェラチオで勃起させる。ジーンズと下着をおろして現れた白い尻をウタマロは両手で掴み背後から挿入。巨根の抽挿に耐えながら「合格よ、ウタマロさん」と告げる。
山下勇作（やました ゆうさく）の妻と娘
2年前にウタマロと関係を持った上品そうな和服の淑女。かつて離婚の口実を作るためウタマロに自分を抱かせた夫の山下が、嫉妬から心変わりし、仕返しにウタマロの妻を強姦したものと思い込む。セーラー服を着た娘を連れてウタマロのアパートへ謝罪に訪れた。作中で彼女と娘がウタマロと性交（性器の挿入）を行なう直接的描写はなく、下着を脱いだ娘がウタマロの顔に跨って顔面騎乗し、股間に愛撫を受け入れている間、母は着物姿のままフェラチオを行なっている。

## 書誌情報
- 奇想天外文庫（奇想天外社）全1巻　1976年12月初版発行[13]
- 奇想天外コミックス（奇想天外社）全1巻　1980年2月初版発行[13]
- サンコミックス（朝日ソノラマ）全1巻　1985年3月初版発行[13] ISBN 4-257-91824-1